# Старая дева
Старая дева

Английская карикатура XVIII века.

Оригинальный текст:

The lady here you see display’d,

By some is styled an ancient maid,

But if her inward thoughts you’d view,

She thinks herself as young as you.

Русский перевод:

Леди, что видишь перед собой,

Старой девой назвал бы иной.

Сама же она сочтёт себя

Ничуть не старше тебя.

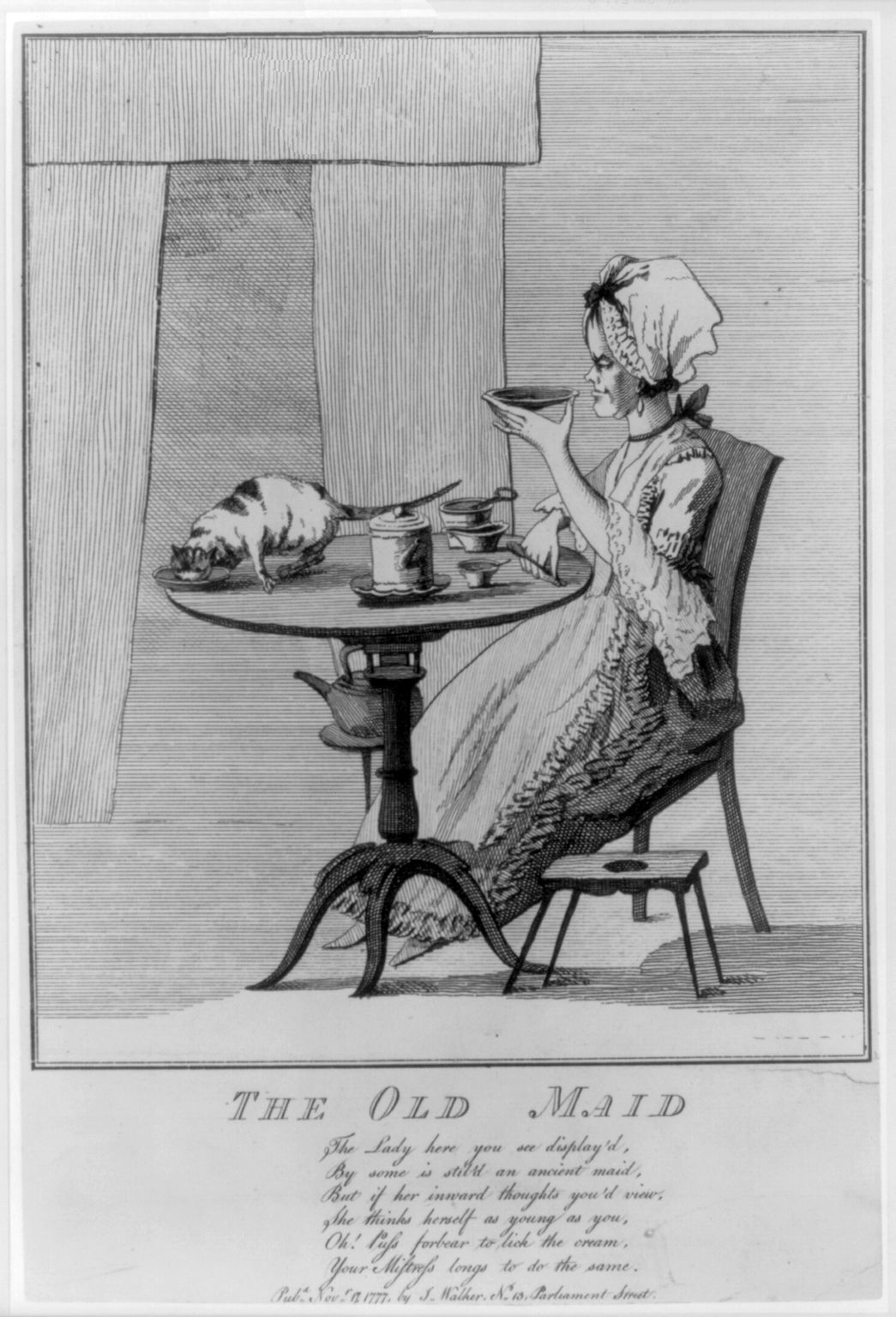
Старая дева
Английская карикатура XVIII века.
Оригинальный текст:
The lady here you see display’d,
By some is styled an ancient maid,
But if her inward thoughts you’d view,
She thinks herself as young as you.
Русский перевод:
Леди, что видишь перед собой,
Старой девой назвал бы иной.
Сама же она сочтёт себя
Ничуть не старше тебя.

Ста́рая де́ва — немолодая девушка, не вступившая в брачные отношения; пренебрежительно-оскорбительное обозначение незамужней женщины старше возраста, когда обычно вступают в брак.

## Причины и восприятие явления
Стародевичество может быть следствием внешних и внутренних причин. К первым относятся физическая непривлекательность; физиологические изъяны, болезни; экономическое неблагополучие; социальные катаклизмы (гибель избранника на войне, сокращение мужской части населения в результате военных событий), ко вторым — невозможность найти подходящего партнёра вследствие завышенных требований; осознанный выбор одиночества и независимости (ориентация на карьеру, стремление к самостоятельной жизни, нежелание идти на компромиссы).
Старые девы считаются маргинальной группой общества. В общественном сознании всегда существовали амбивалентные оценки явления: одни считали старых дев «эгоистками», «гордячками», «мужененавистницами», другие — «героинями собственной жизни», самодостаточными, сильными, независимыми и свободными личностями, третьи — неудачницами, «отбракованным материалом», «моральными уродами» и т. д. В различные исторические периоды в разных странах и социальных слоях преобладала то одна, то другая точка зрения.
Определение «старая дева» относится к пейоративной лексике, статус является стигмой.

## На Западе

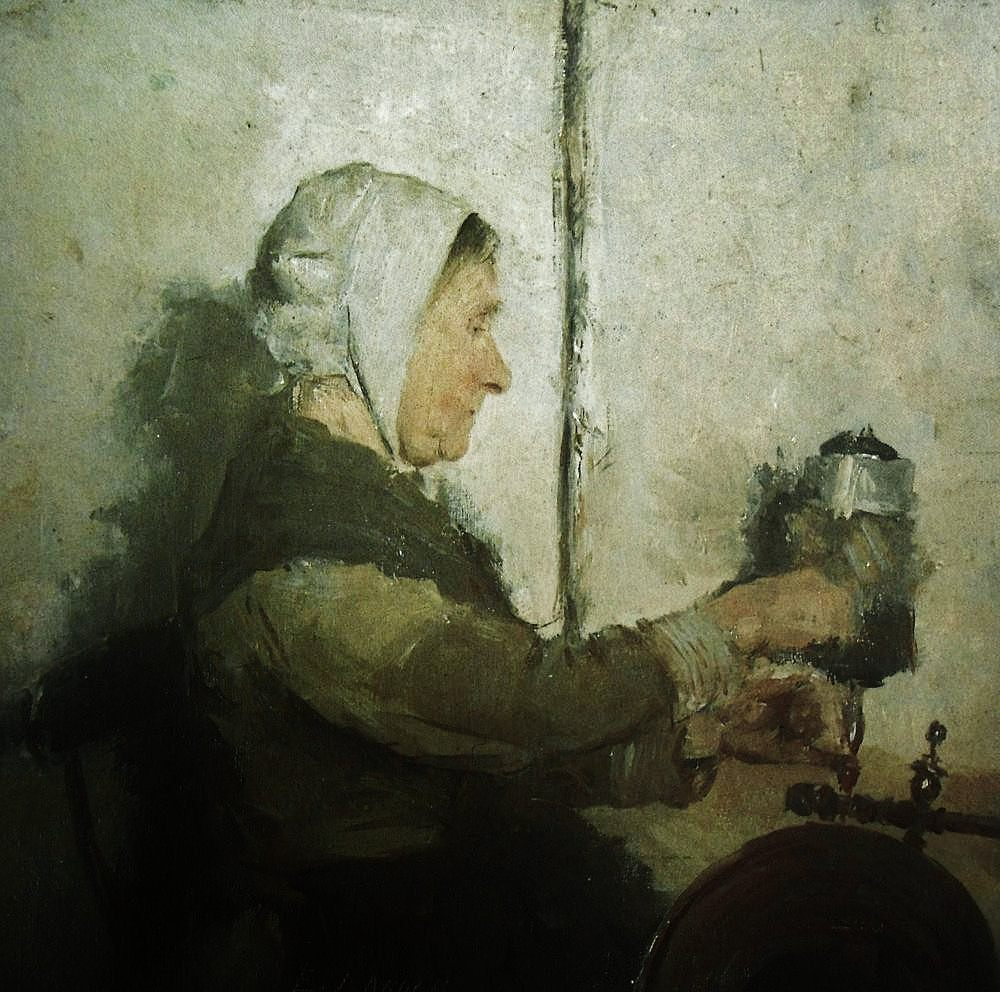
The Spinster. Э. Ларок. XIX век

В Англии с конца XVII века понятие «старая дева» обозначалось словами spinster, old maid, thornback, имевшими разные оттенки значений. Слово spinster (прядильщица, пряха; от англ. spin — прясть) появилось в середине 1300 годов и первоначально служило для обозначения женщины, зарабатывавшей на жизнь прядильным ремеслом. В Средние века прядением, не требовавшим приобретения дорогостоящего оборудования и сырья и доступным в домашних условиях, зарабатывали на жизнь главным образом стеснённые в средствах незамужние женщины. Слово spinster фигурировало в юридических документах Англии как обозначение прядильщицы.
Вследствие устойчивой связи рода занятий с определённой социальной группой со временем слово spinster стало использоваться для обозначения статуса незамужней женщины. С XVII до начала XXI века использовалось в качестве термина в англоязычных юридических документах для обозначения женщины, достигшей совершеннолетнего возраста, но не вступившей в брак, — параллельно со словом «холостяк» (англ. bachelor) применительно к одиноким мужчинам. В начале XVIII века стало употребляться в значении «старая дева» (англ. old maid).
В Новой Англии конца XVII — начала XVIII века старой девой (spinster) считалась незамужняя девушка 23 лет, с 26 её называли thornback. Во Франции понятие получило название vieille fille. Для обозначения незамужних женщин старше 25 лет использовалось слово сatherinettes, образованное от имени святой Екатерины Александрийской, считающейся покровительницей одиноких женщин и швей.
Права, качество жизни и восприятие одиноких женщин в западном обществе в разные исторические периоды менялись, имела значение также их принадлежность к различным классам общества. В середине XIX века в Англии и Америке стало возрастать количество женщин, сознательно отказывавшихся от брака. Брачные пособия рекомендовали девицам не спешить с замужеством до тех пор, пока не встретится достойный спутник жизни — одиночество считалось предпочтительнее неудачного брака. Незамужние женщины низшего и среднего класса, не имевшие образования, служили гувернантками, компаньонками, швеями. Одинокие женщины обеспеченных слоёв общества посвящали время образованию, карьере, путешествиям. Финансово независимые одинокие женщины имели больший вес и уважение в обществе, чем их замужние сверстницы.
В образованных слоях общества XIX века сознательный выбор женщиной одиночества связывался не с отказом от традиционных ценностей, а с верностью представлениям об идеалах любви и брака и нежеланием вступать в отношения, не соответствующие этим представлениям. Женщины, отказавшиеся от личной жизни и целиком посвятившие себя профессии (часто педагогической деятельности), считались «благородными, добропорядочными столпами общества», воспринимались как независимые и самодостаточные и были своего рода «культурной иконой».
На рубеже XX века, с ростом интереса к вопросам пола, отношение подверглось пересмотру — одиноких женщин подозревали в лесбиянстве, обвиняли в подавлении фрустрированной сексуальности и пр. Слово «spinster» в разговорном языке носило пренебрежительно-оскорбительный оттенок (М. Штраусс-Нолл (англ. M. Strauss-Noll) указывает на неравнозначность со словом «холостяк», не имеющим негативной коннотации).

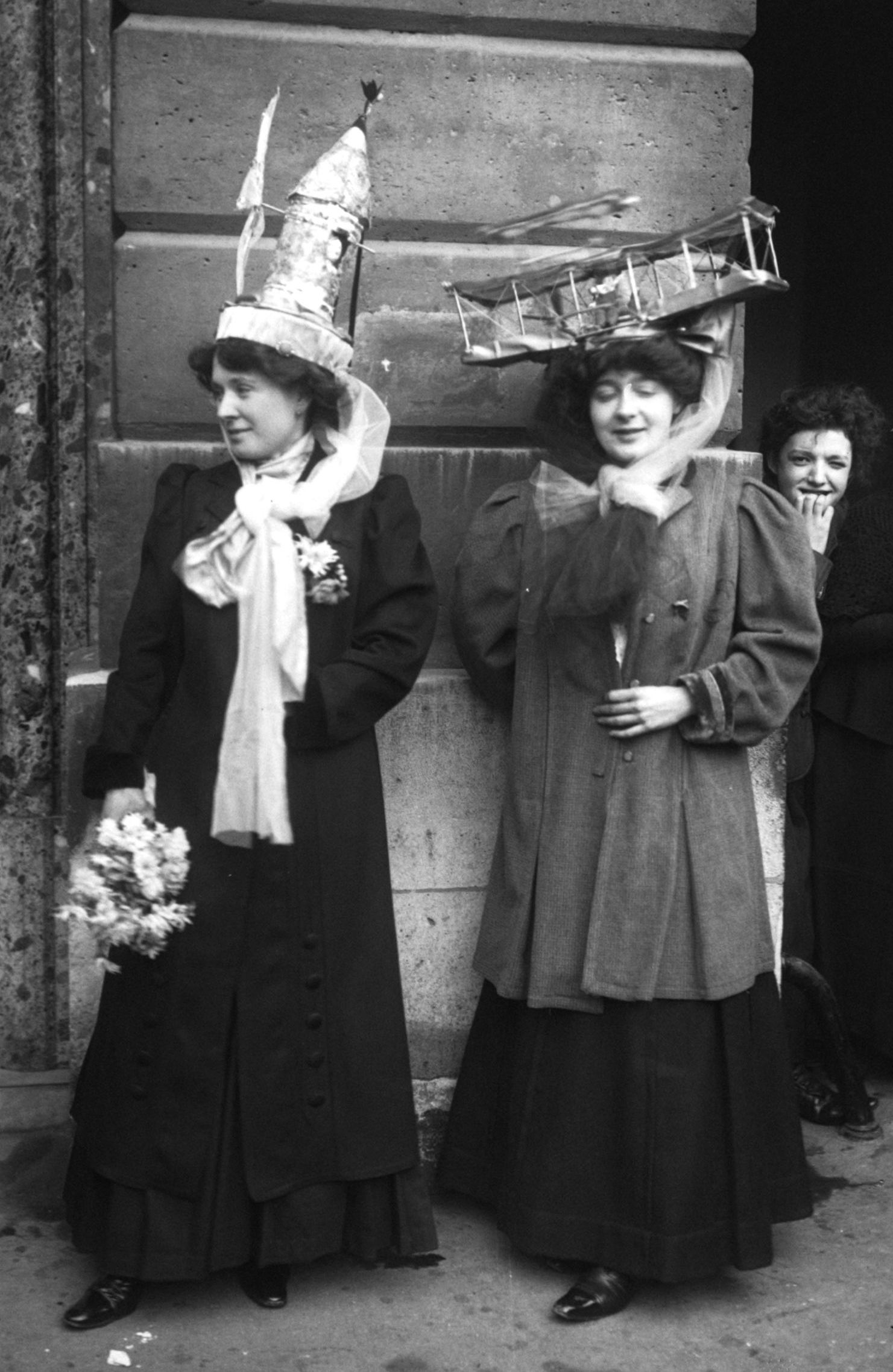
Catherinettes. Париж. 1909

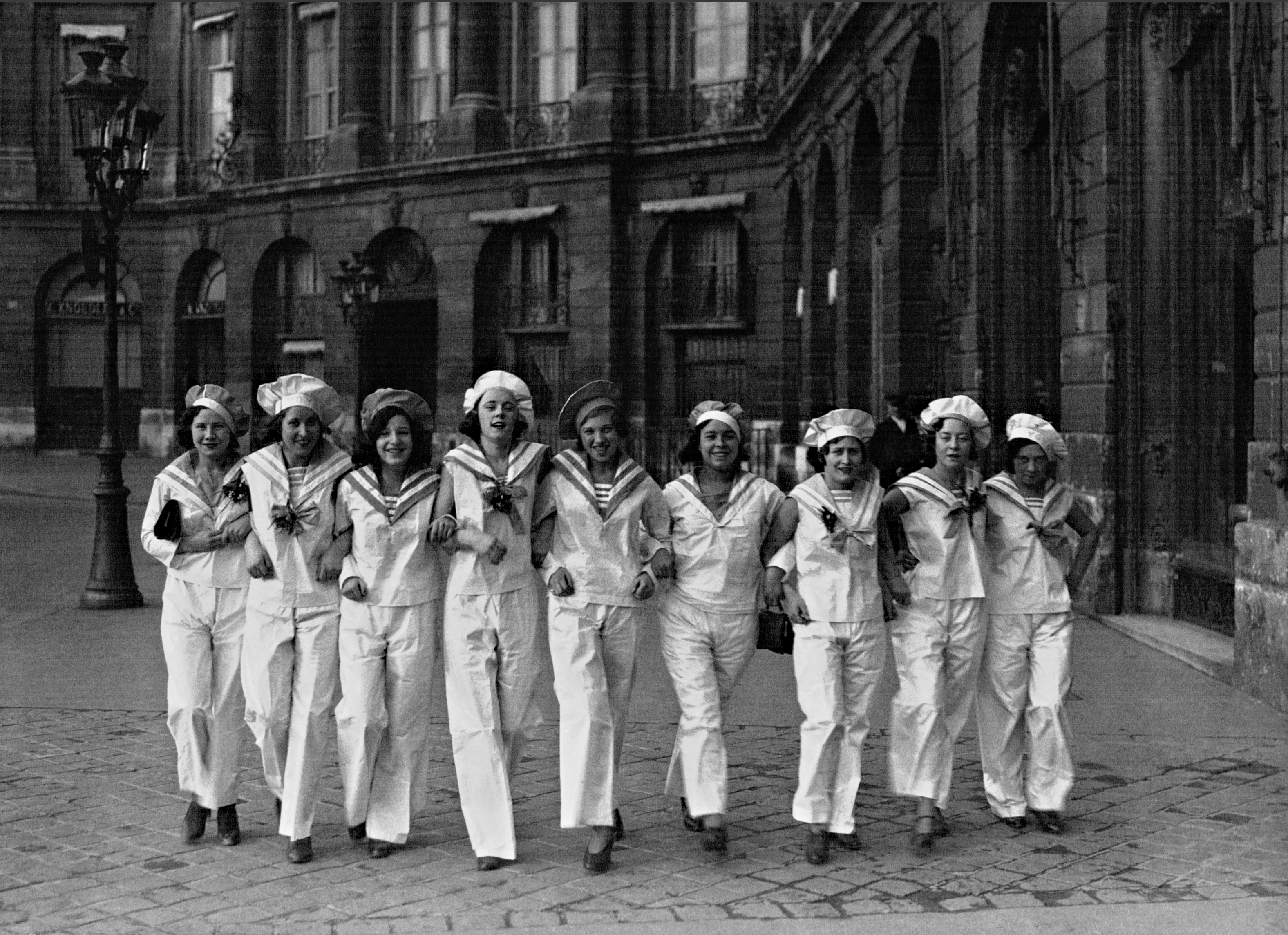
Catherinettes. Париж. 1932

Во Франции день незамужних женщин старше 25 лет (catherinettes) отмечается 25 ноября, в день святой Екатерины, по традиции в Париже устраиваются гулянья по бульварам, карнавалы и танцы.
В середине XX века день старой девы (англ. Old Maid’s Day) был учреждён в США, получил статус национального праздника. Отмечается ежегодно 4 июня, празднование сопровождается изготовлением блюд по специальной рецептуре — Old Maid’s Vinegar Pie и Old Maid Cake.
В начале XXI века юридические термины «spinster» и «bachelor» употреблявшиеся в англоязычных документах для обозначения одиноких граждан, были заменены единым термином «сингл» (англ. single). Словарь Уэбстера относит определение «старая дева» к устаревающим. Согласно исследовательнице К. С. Барак (англ. K. S. Barak), одной из «постмодернистских итераций» старых дев в XXI веке стали кошатницы.

## В России
В российском крестьянском обществе до Октябрьской революции для именования старой девы использовались слова и словосочетания «старая девка», «седая макушка», «вековуха», «вековушка», «девуниха», «домовуха», «браковка», «старая ведьма», «непокрытая голова», «старка», «перестарка», «невеста прокисла», «домовая девица», «однокосая». Стародевичество считалось «отклонением» и «моральным уродством».
«Засидевшейся» называлась девушка 22—23 лет. Не вышедшая в положенное время замуж девушка постепенно переходила в другую социовозрастную группу, что предполагало изменение внешнего облика и манеры поведения. Гардероб старой девы традиционно состоял из «смиренной» одежды, определяемой исследовательницей З. З. Мухиной как «комбинация девичьего и старушечьего наряда» — закрытые платья тёмных тонов, отсутствие украшений и поясной одежды (понёвы), платок вместо кокошника. Волосы полагалось убирать в одну косу. Не следовало принимать участие в хороводах и гуляньях. Отступление от этого императива вызывало общественное порицание.
С образом старой девы в деревнях были связаны различные поверья. Старые девы участвовали в ритуальных обрядах, связанных с эпидемиями, занимались знахарством, омовением покойников, обучением грамоте. При этом их не допускали к присутствию при родах, заквашиванию теста и выпечке хлеба, участию в свадебных обрядах.
Старые девы вызывали амбивалентное, но преимущественно неодобрительное отношение деревенского сообщества как отступницы от вековых устоев и традиций, связанных с браком, считавшимся богоугодным делом и поддерживавшимся церковью. Если причиной безбрачия была помощь овдовевшему отцу по воспитанию малолетних детей, это вызывало общественное одобрение. Статус старой девы считался социально неполноценным — незамужняя женщина имела социальные, правовые и др. ограничения. «Худая» партия была предпочтительнее безбрачия. Согласно традициям, предполагавшим обязательность брака, деревенский ритуал похорон старой девы оформлялся как символическая свадьба, в том числе производился подбор суженого для супружеской жизни «на том свете».
В числе женщин из образованных слоёв российского общества разных эпох, сознательно отказавшихся от замужества ради творчества и оставивших след в культуре — первая русская женщина-драматург царевна Наталья Алексеевна, первая русская профессиональная поэтесса и переводчица Анна Бунина, писательница и мемуаристка Варвара Репнина-Волконская, первая русская женщина, с золотой медалью окончившая Академию художеств, художница Софья Сухово-Кобылина, одна из первых русских женщин, получивших высшее юридическое образование, писательница Елизавета Дьяконова, художница и скульптор Анна Голубкина и др.

## Комментарии
1. ↑  Наиболее раннее употребление зафиксировано в аллегорической поэме Уильяма Ленгленда «Видение о Петре-пахаре[англ.]»[13].